# Ptilinopus melanospilus
El tilopo nuquinegro, tilopo de nuca negra o tilopo nuca negra  (Ptilinopus melanospilus, también Ptilinopus melanospila) es una especie de ave columbiforme de la familia Columbidae propia de la Wallacea y el sur de Filipinas.

## Descripción

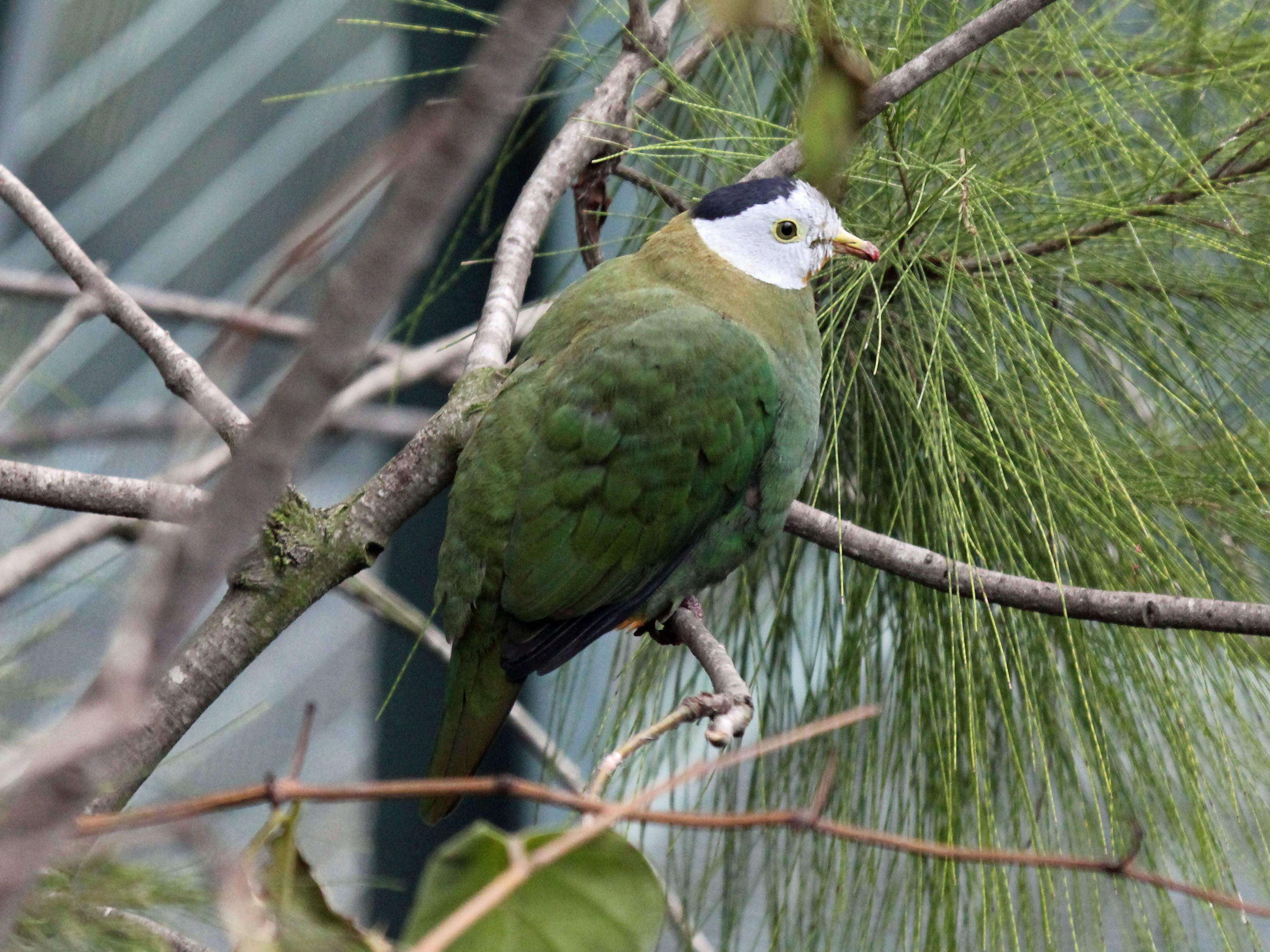
Macho.

Es un tilopo de tamaño medio, que alcanza los 24 cm de longitud, de plumaje principalmente verde, aunque sus partes inferiores pueden ser grisáceas o parduzcas, con pico y ojos amarillentos. El macho tiene la cabeza principalmente blanca, con la garganta amarilla y una mancha negra en la nuca que se extiende hasta la mitad del píleo, además tiene la parte inferior de la cola roja y la zona cloacal amarilla. Las hembras tienen la cabeza grisácea.

## Distribución y hábitat
Se distribuye por las islas menores de la Sonda, Célebes, las Moluchas meridionales y el sur de Filipinas, donde habita en montes y tierras bajas.
Su dieta se compone principalmente de higos y otros frutos. La hembre suele poner un solo huevo.